# Melocactus albicephalus
Melocactus albicephalus är en kaktusväxtart som beskrevs av Albert Frederik Hendrik Buining och Brederoo. Melocactus albicephalus ingår i släktet Melocactus och familjen kaktusväxter. Inga underarter finns listade i Catalogue of Life.